# Гимн Брунея
Гимн Брунея — государственный гимн Брунея. Автор слов гимна — Юра Халим, автор написал слова гимна в 1947 году. Композитор — Haji Awang Besap bin Sagar. Утверждён в качестве гимна протектората Бруней в 1951 году. Был сохранён в качестве государственного гимна после обретения страной независимости 1 января 1984 года. Исполняется на малайском языке.

## Текущий текст
| Ya Allah lanjutkanlah usia kebawah Duli yang Maha Mulia! Adil berdaulat menaungi Nusa, memimpin rakyat kekal bahagia. Hidup sentosa Negara dan Sultan! Ilahi, selamatkan Brunei Darussalam! | О, Боже, продолжительную жизнь даруй Его Величеству! Праведный, державный, он сохранит Родину, приведëт народ к вечному счастью. Да живут в мире Страна и Султан! Боже, храни Бруней — обитель мира! |